# Louis De Geer (1854–1935)
Gerhard Louis de Geer (27. listopadu 1854 Kristianstad, Švédsko – 25. února 1935, Östra Göinge) byl švédský šlechtic, liberální politik a úředník.
Členem parlamentu byl v letech 1901–1914 za dob prvního švédského senátu. Premiérem Švédska byl od 27. října 1920 do 14. února 1921. Členové vlády silně kritizovali krále Gustava V. pro jeho pasivitu a neschopnost, společně tak podali demisi, mezi odstupujícími byl i de Geer. 

## Život
Louis de Geer se narodil do obchodnické rodiny. Jeho otcem byl Arvid de Geer a matkou dcera obchodníka, Magdalena Sorensen (za svobodna Dahl). Manželé vychovávali pět dětí.
Louis vystudoval v roce 1873 práva na univerzitě v Uppsale. Od roku 1881 pracoval na ministerstvu financí jako asistent a v letech 1888–1922 byl tajemníkem úřadu, jeho politická kariéra strmě stoupala, dobře se vyznal v politických otázkách. V letech 1901 až 1914 pracoval také jako člen první komory parlamentu za volební obvod Kristianstad Lands. V letech 1905–1923 pracoval zároveň i jako guvernér tohoto okresu. De Geer byl umírněným liberálem, začínajícím v menšinové straně. Později přešel do Liberální strany. Jako zastupitel i zaměstnanec vlády jednal ve snaze zachovat a chránit Švédsko–norskou unii, která ale v roce 1905 zanikla.
Jako zastupitel liberálnějšího proudu zastával levicovější názory, mimo jiné prosazení osmihodinové pracovní doby. Tím se přikláněl k sociálně demokratické straně. V letech 1919–1924 zastával funkci předsedy Švédské severní asociace.